# Eudóxia de Barros
Eudóxia de Barros ou Eudóxia de Campos Barros (São Paulo, 18 de setembro de 1937) é uma pianista brasileira, importante figura da música de concerto do Brasil.

## Biografia
Estudou com Guilherme Fontainha, Magda Tagliaferro, Nellie Braga, Lina Pires de Campos e o compositor brasileiro Osvaldo Lacerda, com quem viria a se casar em 3 de setembro de 1982. O professor Osvaldo Lacerda faleceu em 18 de julho de 2011. Eudóxia de Barros aperfeiçoou-se na França, Estados Unidos e Alemanha. Venceu por unanimidade o concurso para solista da North Carolina Symphony, e foi solista da Cleveland Philharmonic Orchestra.
Apresentou-se nas principais capitais do mundo e inúmeras cidades de todo o Brasil. 
Em 1979, publicou o livro Técnica Pianística. 
Gravou 31 discos. Recebeu o Prêmio Nacional da Música outorgado pela Funarte em 1995.
Uma das obras preferidas de Barros é Grande Fantasia Triunfal sobre o Hino Nacional Brasileiro, de Louis Moreau Gottschalk.
Muito tem contribuído para divulgar a obra musical de seu marido, o falecido professor Osvaldo Lacerda. 
Em 2016, Rosângela Paciello Pupo lançou a biografia inacabada Valeu a Pena? - Conversando com Eudóxia de Barros.
Ocupa a cadeira número 14 da Academia Brasileira de Música.